# 佐々木史朗 (音楽プロデューサー)
佐々木 史朗（ささき しろう、1958年12月30日 - ）は、日本のアニメ関連の音楽プロデューサー、音楽ディレクター、映像プロデューサー。株式会社フライングドッグ代表取締役、ビクターエンタテインメント株式会社取締役。東京都出身。都立西校、立教大学卒業。

## 略歴
中学生当時よりバンド活動を行い、立教大学を卒業後、1982年（昭和57年）にビクター音楽産業（後のビクターエンタテインメント）に入社。大阪営業所で3年間の営業職を経て、東京本社の制作4部（アニメ部門）へ異動し、1986年（昭和61年）発売のOVA『コスモス・ピンクショック』より音楽ディレクターとして活動し始める。その後、『AKIRA』『トップをねらえ!』『シティーハンター』『MEMORIES』『カードキャプターさくら』『カウボーイビバップ』ほか、シリーズものではマクロスシリーズ や平成タイムボカンシリーズ、勇者シリーズ などの音楽制作に携わる。
2000年代以降は後輩のディレクターに制作現場を任せて自身はプロデュースにまわり、作品の企画・製作に関わることが多い。所属アーティストでは坂本真綾、新居昭乃、AKINO from bless4、中島愛らの楽曲を担当した。
2007年（平成19年）10月、ビクターエンタテインメントの組織改編によりJVCエンタテインメント取締役に就任し、ビクターから移管したアニメ部門を「flying DOG」レーベルと命名する。2009年（平成21年）1月、JVCエンタテインメントがフライングドッグへと社名変更し、これに伴い同社代表取締役に就任する。2017年（平成29年）3月より、他メーカーと共同でアニメソング定額配信サービス「ANiUTa」を立ち上げ、運営会社アニュータの代表取締役を兼務する。

## 人物
- 学生時代はアニメをほとんど観ていなかったが、入社当時ビクターがアニメレコードに力を入れるようになり、大阪営業所で一番若い佐々木が担当を命じられた[1]。アニメ雑誌で情報を仕入れ、アニメイベントの司会などをこなしているうちに、本社のアニメセクションの課長に知られて東京に戻ることになった[1]。その当時はアニメ（TVマンガ）は童謡と同じ「学芸」部門扱いで、スタッフも年配者が多かったが、自分たちのようなロック以降の世代感覚を取り入れていきたいと思い、とがったことをしている作曲家にアニメ音楽を任せる、という作家探しを意識してきた[4]。
- マクロスシリーズの中では、初めて担当した『超時空要塞マクロスII -LOVERS AGAIN-』に愛着がある。師匠である永田守弘ディレクターが手がけた『超時空要塞マクロス』の音楽が大ヒットしていたというプレッシャーはあったが、鷺巣詩郎と組んで満足いく仕事ができたと思っている[4]。『マクロスプラス』ではCMやゲーム音楽を作曲していた菅野よう子に声を掛け、その後もアニメ音楽における菅野の活躍を支えてきた（佐々木いわく「落馬状態で手綱を持ったまま引きずられている感覚です（笑）」[11]）。
- ほかに印象に残る仕事として、田中公平と組んだ『トップをねらえ!』（1988年）を挙げている。サントラ『トップをねらえ! 音楽大図鑑』ではCD再生機の曲番表示の最大値である99チャプターを使い切るというお遊びを行ったが、アナログのマスターテープを手作業で仕上げる際、チャプター間に無音のテープを挟み込む作業のため2日徹夜した[4]。
- 坂本真綾はデビューシングル「約束はいらない」を録音した時、佐々木がまだ子供みたいな自分を実の娘のように可愛がってくれたといい、「今でも私にとっては父親のような存在ですね」と語っている[12]。佐々木や菅野のように音楽を作るのが好きで、楽しく仕事をしている大人からいい影響をもらうことができたと振り返っている[13]。
- 裏方ながら歌や演奏はプロ並みに上手い。坂本は井上芳雄とのデュエット曲「星と星のあいだ」を自作する際、佐々木に仮歌を歌ってもらいテストをしながら作曲した[14]。『マクロスΔ』第11話の挿入歌「REMEMBER 16」は、アフレコスタジオで佐々木がアコースティックギターを弾き、小清水亜美と東山奈央が一緒に歌って録音した[15]。

## 作品
製作委員会の立場上、「企画」「製作」とクレジットされる作品は省略する。

### テレビアニメ
- 1988年 『巨人の星』（ビデオ化担当）
- 1990年 『平成天才バカボン』（音楽ディレクター）
- 1990年 『カラス天狗カブト』（音楽ディレクター）
- 1991年 『太陽の勇者ファイバード』（音楽ディレクター）
- 1992年 『伝説の勇者ダ・ガーン』（音楽ディレクター）
- 1993年 『勇者特急マイトガイン』（音楽ディレクター、アイキャッチの声[16]）
- 1994年 『勇者警察ジェイデッカー』（音楽ディレクター）
- 1994年 『マクロス7』（音楽ディレクター）
- 1995年 『黄金勇者ゴルドラン』（音楽ディレクター）
- 1996年 『シティーハンター ザ・シークレット・サービス』（音楽ディレクター）
- 1996年 『天空のエスカフローネ』（音楽ディレクター）
- 1996年 『逮捕しちゃうぞ』（音楽ディレクター）
- 1997年 『CLAMP学園探偵団』（音楽ディレクター）
- 1997年 『ネクスト戦記EHRGEIZ』（音楽ディレクター）
- 1997年 『シティーハンター グッド・バイ・マイ・スイート・ハート』（音楽ディレクター）
- 1998年 『DTエイトロン』（音楽プロデューサー）
- 1998年 『カウボーイビバップ』（音楽ディレクター）
- 1998年 『カードキャプターさくら クロウカード編』（音楽ディレクター）
- 1998年 『ロードス島戦記-英雄騎士伝-』（音楽ディレクター）
- 1998年 『熱沙の覇王ガンダーラ』（音楽ディレクター）
- 1998年 『ブレンパワード』（音楽ディレクター）
- 1999年 『カードキャプターさくら さくらカード編』（音楽ディレクター）
- 1999年 『ベターマン』（音楽ディレクター）
- 1999年 『地球防衛企業ダイ・ガード』（映像プロデューサー・音楽ディレクター）
- 1999年 『人形草紙あやつり左近』（映像プロデューサー・音楽ディレクター）
- 2000年 『女神候補生』（音楽ディレクター）
- 2000年 『タイムボカン2000 怪盗きらめきマン』（音楽ディレクター）
- 2000年 『機巧奇傳ヒヲウ戦記』（映像プロデューサー）
- 2000年 『BRIGADOON まりんとメラン』（音楽プロデューサー）
- 2001年 『地球少女アルジュナ』（映像プロデューサー）
- 2001年 『地球防衛家族』（音楽ディレクター）
- 2001年 『X -エックス-』（音楽プロデューサー）
- 2002年 『東京アンダーグラウンド』（音楽プロデューサー）
- 2002年 『ちょびっツ』（音楽プロデューサー）
- 2002年 『ラーゼフォン』（プロデューサー）
- 2002年 『OVERMANキングゲイナー』（音楽プロデューサー）
- 2002年 『キディ・グレイド』（音楽プロデューサー）
- 2003年 『WOLF'S RAIN』（音楽プロデューサー）
- 2004年 『忘却の旋律』（音楽プロデューサー）
- 2005年 『創聖のアクエリオン』（音楽プロデューサー）
- 2007年 『Devil May Cry』（音楽プロデューサー）
- 2008年 『マクロスF』（音楽プロデューサー）
- 2012年 『アクエリオンEVOL』（音楽プロデューサー）
- 2014年 『棺姫のチャイカ』（音楽プロデューサー）
- 2016年 『宇宙パトロールルル子』（音楽プロデューサー）
- 2016年 『マクロスΔ』（音楽プロデューサー）
- 2021年 『海賊王女』（スーパーバイザー）
- 2025年 『想星のアクエリオン Myth of Emotions』（音楽プロデューサー）

### アニメ映画
- 1988年 『AKIRA』（音楽ディレクター）
- 1989年 『戦国奇譚 妖刀伝 総集編』（音楽ディレクター）
- 1989年 『シティーハンター 愛と宿命のマグナム』（音楽ディレクター）
- 1989年 『MEGAZONE23 III』（映像プロデューサー・音楽ディレクター）
- 1990年 『シティーハンター ベイシティウォーズ』（音楽ディレクター）
- 1990年 『シティーハンター 百万ドルの陰謀』（音楽ディレクター）
- 1991年 『サイレントメビウス』（音楽ディレクター）
- 1992年 『サイレントメビウス2』（音楽ディレクター）
- 1995年 『MEMORIES』（音楽ディレクター）
- 1995年 『マクロス7 銀河がオレを呼んでいる!』（音楽ディレクター）
- 1995年 『マクロスプラス MOVIE EDITION』（音楽ディレクター）
- 1996年 『ドラゴンクエスト列伝 ロトの紋章』（音楽ディレクター）
- 1996年 『X -エックス-』（音楽ディレクター）
- 1999年 『劇場版カードキャプターさくら』（音楽ディレクター）
- 1999年 『CLOVER』（音楽プロデューサー）
- 1999年 『め組の大吾 火事場のバカヤロー』（音楽ディレクター）
- 2000年 『ESCAFLOWNE』（音楽ディレクター）
- 2000年 『人狼 JIN-ROH』（音楽ディレクター）
- 2000年 『劇場版カードキャプターさくら 封印されたカード』（音楽ディレクター）
- 2000年 『劇場版 ケロちゃんにおまかせ！』（音楽プロデューサー）
- 2001年 『カウボーイビバップ 天国の扉』（音楽ディレクター）
- 2002年 『パルムの樹』（音楽プロデューサー）
- 2005年 『劇場版ツバサ・クロニクル 鳥カゴの国の姫君』（音楽プロデューサー）
- 2006年 『銀色の髪のアギト』（音楽プロデューサー）
- 2012年 『ももへの手紙』（音楽プロデューサー）
- 2016年 『この世界の片隅に』（音楽プロデューサー）

### OVA
- 1986年 『コスモス・ピンクショック』（音楽ディレクター）
- 1987年 『戦国奇譚 妖刀伝 ー破獄の章ー』（音楽ディレクター）
- 1987年 『LILY-C.A.T.』（映像プロデューサー・音楽ディレクター）
- 1987年 『THE INCREDIBLE GYOKAI VIDEO JUNK BOY』（音楽ディレクター）
- 1987年 『戦国奇譚 妖刀伝 ー鬼哭の章ー』（音楽ディレクター）
- 1988年 『トップをねらえ!』（映像プロデューサー・音楽ディレクター）
- 1988年 『1ポンドの福音』（映像プロデューサー・音楽ディレクター）
- 1988年 『戦国奇譚 妖刀伝 ー炎情の章ー』（音楽ディレクター）
- 1990年 『天外魔境 自来也おぼろ変』（音楽ディレクター）
- 1990年 『THE八犬伝』（音楽ディレクター）
- 1990年 『暗黒神伝承 武神』（音楽ディレクター）
- 1991年 『創竜伝』（音楽ディレクター）
- 1991年 『人魚の森』（映像プロデューサー・音楽ディレクター）
- 1991年 『超幕末少年世紀タカマル』（音楽ディレクター）
- 1992年 『超時空要塞マクロスII -LOVERS AGAIN-』（音楽ディレクター）
- 1992年 『幻想叙譚エルシア』（音楽ディレクター）
- 1993年 『ドラゴンハーフ』（映像プロデューサー・音楽ディレクター）
- 1993年 『タイムボカン王道復古』（映像プロデューサー・音楽ディレクター）
- 1993年 『人魚の傷』（映像プロデューサー・音楽ディレクター）
- 1993年 『フォーチュン・クエスト 世にも幸せな冒険者たち』（映像プロデューサー・音楽ディレクター）
- 1994年 『爆炎CAMPUSガードレス』（映像プロデューサー・音楽ディレクター）
- 1994年 『MACROSS PLUS』（音楽ディレクター）
- 1994年 『逮捕しちゃうぞ』（音楽ディレクター）
- 1996年 『シャーマニックプリンセス』（音楽ディレクター）
- 1996年 『鉄腕バーディー』（音楽ディレクター）
- 1996年 『覚悟のススメ』（映像プロデューサー・音楽ディレクター）
- 1997年 『マクロス ダイナマイト7』（音楽ディレクター）
- 1998年 『支配者の黄昏 TWILIGHT OF THE DARK MASTER』（音楽ディレクター）
- 1998年 『ジオブリーダーズ』（音楽ディレクター）
- 2000年 『勇者王ガオガイガーFINAL』（音楽ディレクター）
- 2000年 『からくりの君』（音楽ディレクター）
- 2001年 『少年科學倶楽部』（音楽プロデューサー）
- 2001年 『チャイナさんの縮小』『チャイナさんの惑星』（音楽プロデューサー）
- 2004年 『チャイナさんの盃』（音楽プロデューサー）
- 2007年 『CLAMP IN WONDERLAND2 1995〜2006』（音楽プロデューサー）
- 2013年 『アークIX』（音楽プロデューサー）

### 実写作品
- 1993年 『電光超人グリッドマン』（音楽ディレクター）
- 2001年 『FUTURE BLUES』（音楽ディレクター）